# マシナル
『マシナル』（Machinal）とは、アメリカ合衆国の戯曲。劇作家・ジャーナリストのソフィー・トレドウェル作。1928年、アーサー・ホプキンス演出で初演された。殺人罪により電気椅子で処刑された実在の女性ルース・スナイダーの事件にインスパイアされたもので、アメリカ演劇史上最高の表現主義演劇のひとつといわれている。

## シノプシス
ヒロインは母親と二人暮らしの速記者。上司と結婚、子供を出産した後、若い男と関係も持つ。邪魔になった夫を殺し、有罪判決を受け、電気椅子で処刑される。

## 制作
アーサー・ホプキンス製作・演出の『マシナル』は1928年9月7日にブロードウェイのプリマス劇場（現在のジェラルド・ショーンフェルド劇場）で幕開きし、全91回公演で、1928年11月24日が最終日となった。舞台美術はロバート・エドモンド・ジョーンズ。背景を変えないオープン・ステージを用い、ライティングで場面転換をした。全2幕で第1幕は10場、第2幕は4場。
クラーク・ゲーブルの舞台初出演作としても知られる。
イギリスでは『The Life Machine』という題名で1931年に上演された。

### キャスト
- 若い女：ジータ・ジョハン[3]
- 電話交換嬢：Millicent Green[3]
- 速記者：Grace Atwell[3]
- 書類整理係：Leopold Badia[3]
- 従業員/新聞記者1：Conway Washburn[3]
- 母親：ジーン・アデーア[3]
- 夫：George Stillwell[3]
- ボーイ/裁判所速記官：Otto Frederick[3]
- 看護婦：Nancy Allan[3]
- 医師：Monroe Childs[3]
- 若い男/新聞記者3：Hal K. Dawson[3]
- 少女：Zenaide Ziegfeld[3]
- 男：Jess Sidney[3]
- 少年：Clyde Stork[3]
- 男：クラーク・ゲーブル[3]
- 別の男/新聞記者2：Hugh M. Hite[3]
- ウェイター/執行吏/看守：John Hanley[3]
- 裁判官：Tom Waters[3]
- 弁護士：John Connery[3]
- 検事：James Macdonald[3]
- 婦人看守：Mrs. Charles Willard[3]
- 司祭：Charles Kennedy[3]

## 評価
『Theatre Magazine』誌の編集者ペリトン・マックスウェルは、現実に起きた凄惨な殺人事件を芸術の域にまで高めたとし、とくに、ソフィー・トレッドウェル、アーサー・ホプキンス、そしてジータ・ジョアンの3人の功績を称えている。
『ニューヨーク・タイムズ』紙のブルックス・アトキンソンも、作家、役者、プロデューサーの技術がキャラクターの美を引き出せたと評価した。

## テレビドラマ
1954年1月18日、NBCの『Robert Montgomery Presents』の1エピソードとしてドラマ化された。監督はペリー・ラファティ、主演はジョーン・ロリング。
1960年8月14日、ITVの『Armchair Mystery Theatre』の1エピソードとしてドラマ化された。監督はフィリップ・サビル、主演はジョアンナ・ダナム。

## 再演
- 1960年4月初日、オフ・ブロードウェイのゲート・シアター。演出はジーン・フランケル、出演はドロレス・サットン（ヒロイン）、ヴィンセント・ガーディニア、ジェラルド・S・オラフリン[9]。
- 1990年9月25日から1990年11月25日、オフ・ブロードウェイのザ・パブリック・シアター。演出はマイケル・グライフ、出演はジョディ・マーケル（ヒロイン）、ジョン・サイツ（夫）、マージ・レッドモンド（母）。オビー賞3部門受賞（女優賞、演出賞、舞台美術賞）[10]
- 1993年10月15日初日、ロンドンのロイヤル・ナショナル・シアター。演出はスティーブン・ダルドリー[11]。出演はフィオナ・ショウ（ヒロイン）、キアラン・ハインズ（男）、ジョン・ウッドヴァイン（夫）[12][13]。音楽はスティーヴン・ウォーベック[11]。ローレンス・オリヴィエ賞3部門受賞（最優秀リバイバル作品賞、最優秀女優賞、最優秀演出賞）。舞台美術部門にもノミネートされたが受賞を逃した[14]。

- 2014年1月16日、ブロードウェイのアメリカン・エアライン劇場。演出はリンゼイ・ターナー、出演はレベッカ・ホール、マイケル・カンプスティ、スザンヌ・バーティッシュ、モーガン・スペクター[15]。
- 2018年6月4日、ロンドンのアルメイダ劇場。演出はナタリー・アブラハミ[16]。トニー賞4部門ノミネート（演劇装置デザイン賞、演劇衣装デザイン賞、演劇照明デザイン賞、演劇音響デザイン賞）[17]

## 邦訳
- 池内靖子 訳『アメリカ女性劇集』新水社、1988年。ISBN 978-4915165252。